# Keltengräber Salzstetten

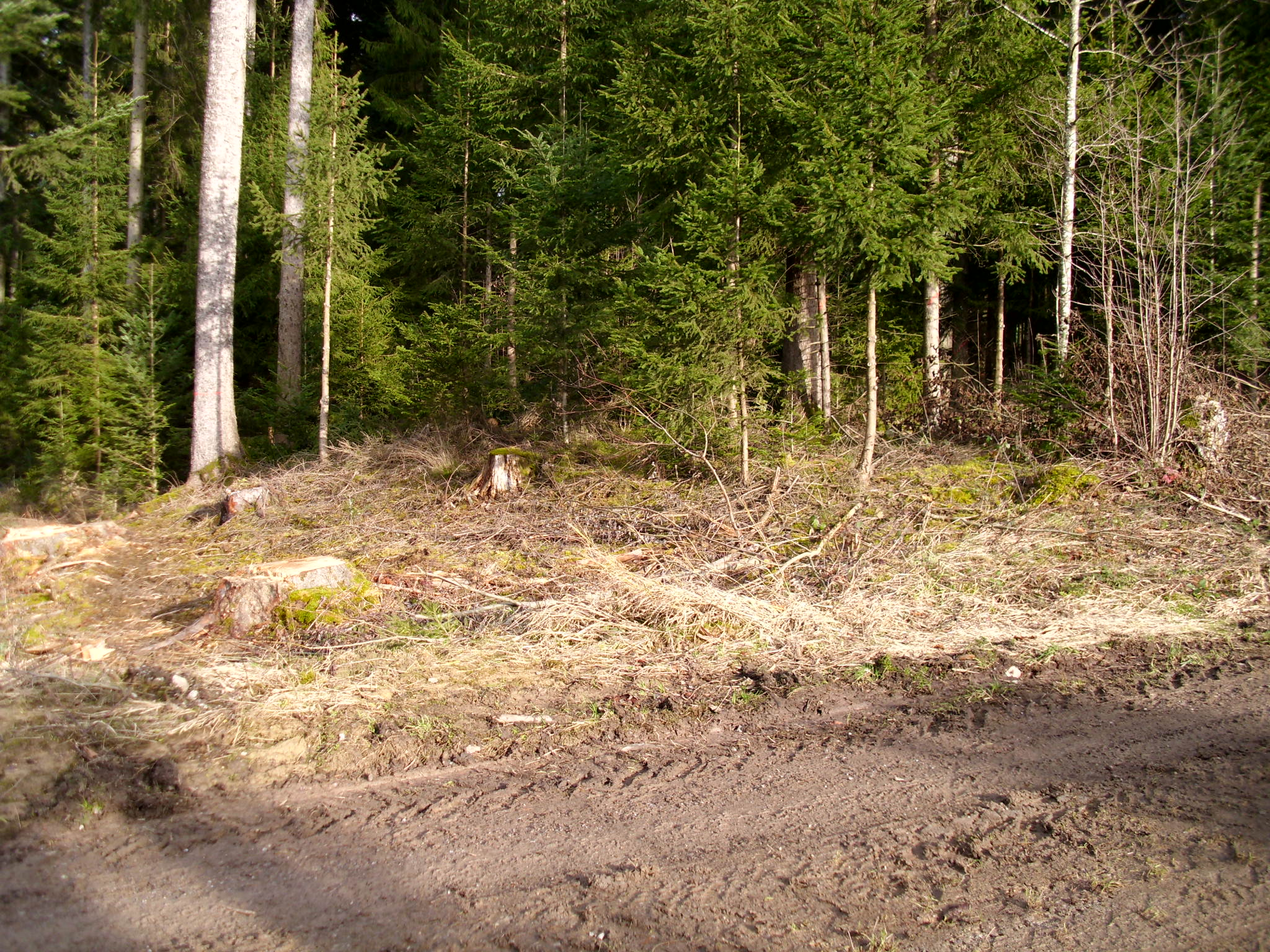
Gut erhaltener keltischer Grabhügel

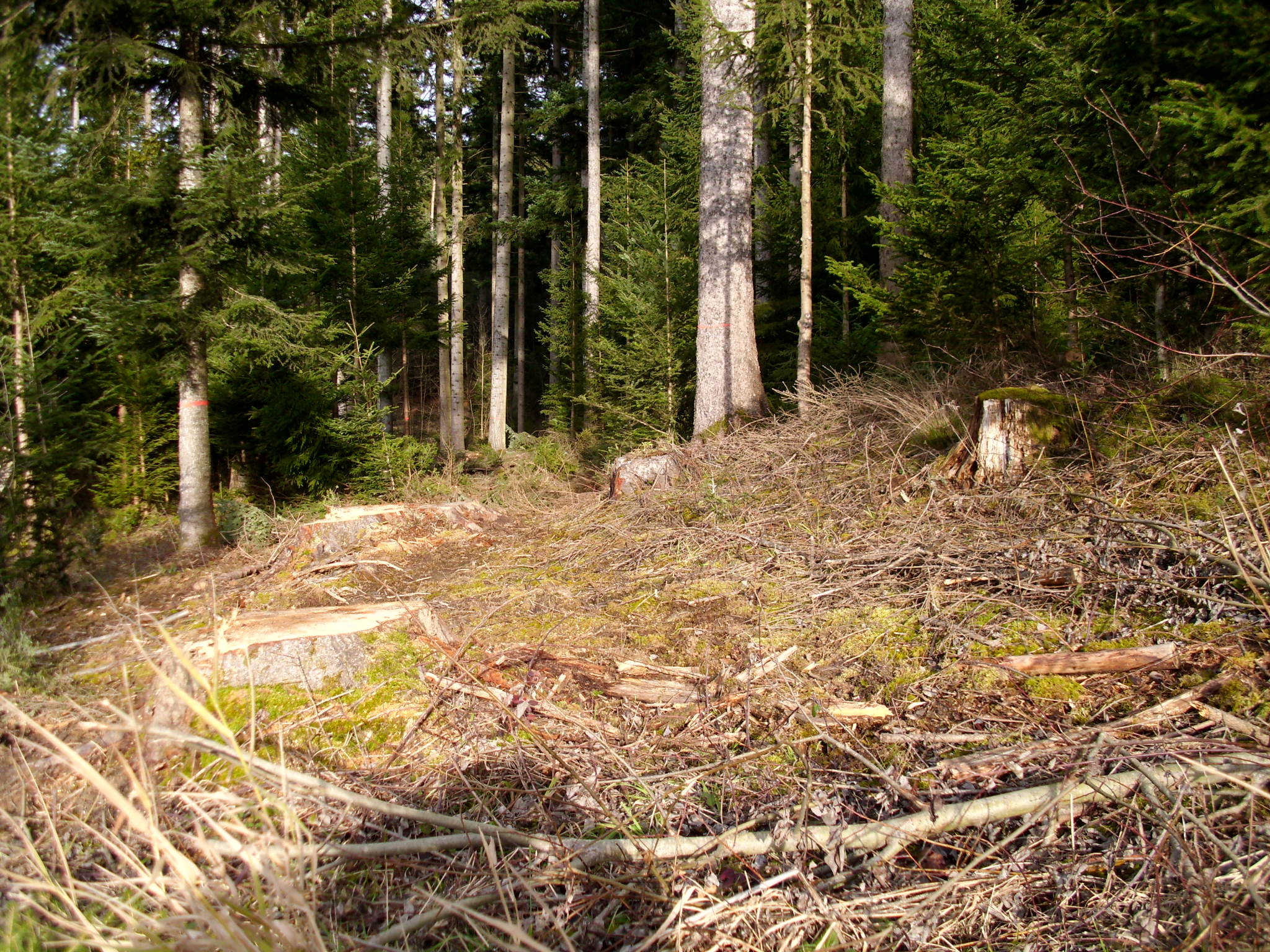
Keltischer Grabhügel

Die Keltengräber Salzstetten sind keltische Grabhügel aus der Hallstattzeit, also der Zeit zwischen 800 v. Chr. und 450 v. Chr. Der Bereich der Grabhügel ist ein Bodendenkmal nach dem baden-württembergischen Denkmalschutzgesetz.

## Beschreibung
Untersuchungen, die das baden-württembergische Denkmalschutzamt vor 2002 durchführte, ergaben vier guterhaltene Grabhügel. In dem Gebiet wird intensive Waldwirtschaft betrieben, darunter haben diese Bodendenkmäler stark gelitten. Klar erkennbar ist heute nur noch ein Grabhügel, die anderen Erderhebungen in dem Waldgebiet sind nicht sicher als Grabhügel identifizierbar. Der Grabhügel direkt am Wegrand hat einen Durchmesser von etwa 15 m und eine Höhe von knapp 1 m.

## Lage
Salzstetten ist ein Teilort der Gemeinde Waldachtal im Landkreis Freudenstadt. Der Grabhügel liegt etwa 100 m nördlich des Pferdehofs Brünz am Nordrand von Salzstetten.